# Bulinus ugandae
Bulinus ugandae е вид коремоного от семейство Planorbidae. Видът не е застрашен от изчезване.

## Разпространение и местообитание
Разпространен е в Етиопия, Кения, Танзания, Уганда и Южен Судан.
Обитава крайбрежия и сладководни басейни.